# CFF Ee 3/3
 (décembre 2012).
Si vous disposez d'ouvrages ou d'articles de référence ou si vous connaissez des sites web de qualité traitant du thème abordé ici, merci de compléter l'article en donnant les références utiles à sa vérifiabilité et en les liant à la section « Notes et références ».
La Ee 3/3 est une locomotive de manœuvre des CFF.

## Historique
À ce jour, il ne reste pratiquement plus aucune Ee 3/3 en service aux CFF, mise à part l'Ee 3/3 16451 de couleur rouge qui manœuvre aux heures de pointe en gare de Biel/Bienne. Elle a été remplacée par l'Ee 922.
L'Ee 3/3 16445 manœuvre encore en gare de Däniken RB pour la formation de trains marchandises.
Une Ee 3/3 16351, se trouve en 2020, stationnée en Gare de Payerne, elle appartient à l'association Swisstrain.
En 2021, l'Association historique Seethalbahn a racheté la dernière des Ee 3/3, le numéro 16383, construite en 1944.

## Construction
Elles furent construites entre 1928 et 1966.
- Les 16311 à 16326 furent construites en 1928 avec un effort de traction de 88 kN. Elles avaient le surnom de "fer à repasser" à cause de leurs cabines situées à l'extrémité. Puissance 580 CV, pour un poids de 45 tonnes.
- Les 16331 à 16350 furent construites entre 1930 et 1931 avec un effort de traction de 88 kN.
- Les 16351 à 16376 furent construites entre 1932 et 1942 avec un effort de traction de 88 kN.
- Les 16381 à 16414 furent construites entre 1944 et 1947 avec un effort de traction de 98 kN. Leurs vitesses furent réduites à 50 km/h et passèrent de 45 à 39 tonnes.
- Les 16421 à 16430 furent construites entre 1951 et 1956 avec un effort de traction de 118 kN. Leurs poids repassa à 45 tonnes et la vitesse à 45 km/h.
- Les 16431 à 16440 furent construites entre 1961 et 1962 avec un effort de traction de 118 kN.
- Les 16441 à 16460 furent construites entre 1962 et 1966 avec un effort de traction de 118 kN.

### Crédits de traduction
- (de) Cet article est partiellement ou en totalité issu de l’article de Wikipédia en allemand intitulé « SBB Ee 3/3 » (voir la liste des auteurs).